# إرمث
 إرمث هي إحدى القرى اللبنانية من قرى جبل عامل في محافظة الجنوب.